# Мелехин, Сергей Тихонович
Сергей Тихонович Мелехин (15 мая 1936, Пензенская область — 23 февраля 2018) — оператор поста управления Нижнетагильского металлургического комбината имени В. И. Ленина, Свердловская область.

## Биография
Родился в 1936 году в селе Голодовка (ныне — Лесное, Земетчинского района Пензенской области). Окончил среднюю школу. В 1955—1958 годах проходил срочную службу в Советской Армии, в частях Группы советских войск в Германии.
С 1958 года работал на металлургическом комбинате в городе Нижний Тагил, оператором поста управления крупносортного цеха. Принимал активное участие в пуске цеха и освоении его оборудования. В короткий срок в совершенстве освоил профессию. Задания 11 пятилетки по прокату в цехе было выполнено на 102 %. Сверх плана было получено свыше 115 тысяч тонн проката. Сэкономлено 6000 тонн металла, 6200 условных тонн топлива, 3,6 млн кВт/час электроэнергии. Коллектив цеха, являясь инициатором социалистического соревнования за 100 % выполнения заказов, в 1985 году сдержал своё слово. В этом достижении большая заслуга и бригады в которой работал Мелехин. План 11-й пятилетки бригадой был выполнен ко Дню конституции. Дополнительно отгружено сверх плана 109 тыс. тонн проката. 40 % продукции произведено с государственным знаком качества при обязательствах на пятилетку 35 %. Производительность труда превысила плановую на 8 %. Заказы народного хозяйства выполнены на 100 %.
Указом Президиума Верховного Совета СССР от 29 апреля 1986 года за выдающиеся производственные достижения в выполнении заданий одиннадцатой пятилетки и социалистических обязательств, большой личный вклад в увеличение выпуска качественной металлопродукции и проявленную трудовую доблесть Мелехину Сергею Тихоновичу присвоено звание Героя Социалистического Труда с вручением ордена Ленина и золотой медали «Серп и Молот».
Избирался депутатом Верховного Совета СССР. Живёт в городе Нижний Тагил.
Награждён орденами Ленина, Трудового Красного Знамени, «Знак Почета», медалями.